# Walter Washington (Sänger)

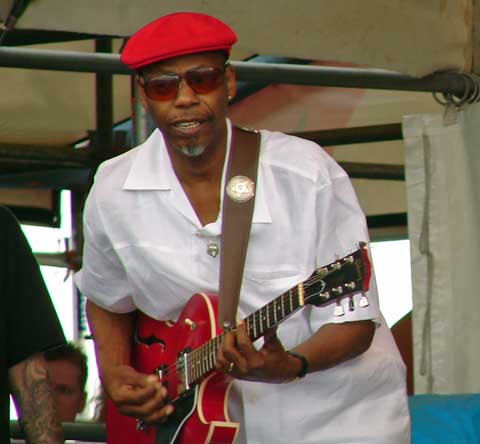
Walter Wolfman Washington auf dem New Orleans Jazz & Heritage Festival 2008

Walter „Wolfman“ Washington (* 20. Dezember 1943 in New Orleans; † 22. Dezember 2022, ebenda) war ein US-amerikanischer Bandleader, Sänger und Gitarrist des Blues, Funk, Jazz und Rhythm & Blues, der hauptsächlich in New Orleans wirkte.

## Leben
Washington wuchs in New Orleans auf und spielte in seiner Jugend bei Lee Dorsey, mit dem er in den USA tourte und unter anderem im Apollo Theater auftrat. Er spielte in den 1950er-Jahren auch mit der Sängerin Irma Thomas und der Taste of New Orleans von David Lastie. In den 1960er-Jahren hatte er seine eigene All Fools Band und ab den 1970er-Jahren spielte er in der Band von Johnny Adams (mit dem er schon Ende der 1950er-Jahre zusammenarbeitete), mit dem er aufnahm, aber auch in seiner eigenen Band, den Roadmasters, mit denen er tourte und aufnahm. In den 1970er-Jahren kam er auch erstmals nach Europa auf Tour, Anfang der 1970er-Jahre mit New Orleans Rhythm & Blues Programmen und Ende der 1970er mit den Roadmasters. Er trat auch als Solist auf und nahm solo 1981 das Album Rainin’ in My Heart auf (Help Me Records). Des Weiteren wirkte er bei Aufnahmen von Johnny Adams mit, zu hören auf Alben wie From the Heart, Christmas in New Orleans, Walking on a Tightrope und Good Morning Heartache.
In den 1980er-Jahren veröffentlichte Washington drei Alben für Rounder Records (Wolf Tracks 1986, Out of the Dark 1988, Wolf at the Door 1991 und 2000 On the Prowl) und danach für Point Blank und andere Labels. 1998 erschien Funk is in the House (Bullseye Blues), 1999 Blue Moon Risin (Artelier) und 2008 Doin the Funky thing (Zoho Roots). Er spielte regelmäßig im Trio Chosen Few in der Maple Leaf Bar in New Orleans (mit Russell Batiste junior am Schlagzeug und dem Organisten Joe Krown). Er spielte auch mit dem Jazztrompeter James Andrews und dem Pianisten Davell Crawford (My Gift to You, 2012).
Er bezog unterschiedliche Musikstile aus New Orleans ein, insbesondere Funk.
Zu seinen Roadmasters gehörten 2012 Wayne Maureau (Schlagzeug, Perkussion), Jimmy Carpenter (Saxophon) und Jack Cruz (Bassgitarre).
2012 erhielt er eine Auszeichnung für sein Lebenswerk bei den Big Easy Music Awards von New Orleans.
Zwei Tage nach seinem 79. Geburtstag erlag der Musiker in einem Hospiz in seiner Heimatstadt einem Krebsleiden.